# Мойсей Василь Михайлович
Васи́ль Михайло́вич Мойсе́й (27 березня 1992, с. Зубрець, Бучацький район Тернопільська область, Україна — 20 лютого 2014, Київ, Україна) — громадський активіст, учасник Євромайдану (псевдо «Крук»). Герой України.

## Життєпис

### Освіта
Навчався в Зубрецькій школі на Бучаччині. Згодом поїхав у Луцьк, де навчався в Луцькому інституті розвитку людини Університету «Україна» (м. Луцьк) на 4-му курсі факультету соціальних комунікацій і реабілітації. Рідний брат героя настоятель парафій у селах Небіжка і Клепачів Ківерецького деканату Волинської єпархії Православної Церкви України священник Роман Мойсей каже, що рідний брат змалечку хотів бути священником. І коли вчився на реабілітолога, згадував про мрію пастирського служіння. Свій намір стати душпастирем Василь обговорював із сестрою.

### На Майдані
Останній раз приїхав на Майдан до Києва в ніч з 18 на 19 лютого.
На своїй сторінці у соціальній мережі, незадовго до смерті, написав: «Краще вмерти вовком — ніж жити псом.»
Помер у 17-й лікарні міста Києва від вогнепального поранення в грудну клітку. Вранці 20 лютого 2014 року на Інститутській вулиці у нього влучив снайпер. Хлопця не врятувало те, що він був у цивільному бронежилеті. Куля пошкодила важливі кровоносні судини.
Похований 23 лютого 2014 року в Луцьку. Участь у панахиді взяли понад 20 тисяч людей. Василя поховали під вигуки «Слава!» та постріли гармати.

## Вшанування пам'яті
- 24 березня 2015 року на фасаді школи № 21 у місті Івано-Франківську відкрили анотаційну дошку Герою Небесної Сотні Василю Мойсею. Василь Мойсей навчався у цій школі з 10-того по 11-й клас.
- 27 березня 2015 року відкрили меморіальну дошку Герою Небесної сотні Василю Мойсею у місті Луцьк.
- на честь В. Мойсея перейменували частину Проспекту Перемоги у Луцьку.[1]
- могилу відвідав письменник Василь Шкляр (в цей час на неї сів молодий крук).[1]
- Кабінет Міністрів України 15 листопада 2017 р. заснував в числі стипендій імені Героїв Небесної Сотні для студентів та курсантів закладів вищої освіти державної форми власності, які здобувають вищу освіту стипендію імені Василя Мойсея за спеціальністю «Фізична терапія, ерготерапія». [5]
- 27 березня 2019 біля могили героя активісти разом із капеланами ПЦУ посадили кущі калини і помолилися за спокій душі Василя[6]

## Нагороди
- Звання Герой України з удостоєнням ордена «Золота Зірка» (21 листопада 2014, посмертно) — за громадянську мужність, патріотизм, героїчне відстоювання конституційних засад демократії, прав і свобод людини, самовіддане служіння Українському народу, виявлені під час Революції гідності[7]
- Медаль «За жертовність і любов до України» (УПЦ КП, червень 2015) (посмертно)[8]

## Почесні звання
- 26 березня 2014 року Луцька міська рада присвоїла посмертно звання «Почесний громадянин міста Луцька».